# Micropithecus
 Micropithecus  ist eine ausgestorbene Gattung der Primaten, die vor rund 19 bis 15 Millionen Jahren – während des frühen Miozäns – in Ostafrika vorkam. Die Gattung und ihre Typusart, Micropithecus clarki, wurden erstmals 1978 wissenschaftlich beschrieben.

## Namensgebung
Micropithecus ist ein Neologismus. Die Bezeichnung der Gattung ist abgeleitet aus den griechischen Wörtern μικρός (altgriechisch gesprochen mikrós, „klein“) und πίθηκος (gesprochen píthēkos, „Affe“). Micropithecus bedeutet somit „kleiner Affe“ und verweist darauf, dass die Fossilien dieser Gattung zu den kleinsten jemals entdeckten fossilen oder rezenten Arten der menschenartigen Primaten zählen.

## Erstbeschreibung
Holotypus der Gattung und zugleich der Typusart Micropithecus clarki ist ein rund 19 bis 17 Millionen Jahre alter Oberkiefer mit weitgehend erhaltenen Gaumen-Knochen und Resten von Knochen des Gesichts (Sammlungsnummer: UMP 64-02; UMP = Uganda Museum of Paleontology). Im Oberkiefer erhalten geblieben sind ferner drei linke große Backenzähne (M1 – M3) sowie auf der rechten Seite ein Prämolar und drei große Backenzähne (M1 – M3). Ergänzend wurden dem Holotyp rund 20 einzeln gefundene Zähne, ein Unterkiefer-Fragment sowie Bruchstücke eines Schädeldachs aus der gleichen Fundstelle als Paratypen beigegeben.
Abgegrenzt wurde Micropithecus in der Erstbeschreibung insbesondere aufgrund der Merkmale seiner Backenzähne und seines Kleinwuchses von Limnopithecus, Dendropithecus, Dryopithecus und Pliopithecus. Ferner wurde in der Erstbeschreibung von Gattung und Typusart darauf hingewiesen, dass die Morphologie des Gesichtes dieser Fossilfunde am ehesten den heute lebenden Gibbons ähnelt. Die Kopf-Rumpf-Länge entspricht ungefähr dem nur rund 35 Zentimeter großen Weißstirn-Kapuzineraffen und ist etwas kleiner als die des fossilen Aeolopithecus chirobates (Simons, 1965).

## Weitere Funde
Im Jahr 1989 wurde eine zweite Art der Gattung Micropithecus zugeschrieben, Micropithecus leakeyorum. Hierbei handelt es sich um Funde von der Grabungsstätte Maboko Main auf Maboko Island im Victoriasee, Kenia, die 16 bis 15 Millionen Jahre alt sind. Diese Art wurde anhand von mehreren Unterkiefer-Fragmenten mit erhaltenen großen Backenzähnen und aufgrund der Merkmale dieser Zähne zur Gattung Micropithecus gestellt, zugleich aber auch wegen der räumlichen und zeitlichen Distanz von der Typusart abgegrenzt.
Im Jahr 2021 wurden im Rahmen einer Revision der kleinwüchsigen Menschenartigen aus kenianischen Fundstellen einige seit 1982 zu Micropithecus clarki gestellte Funde als Micropithecus chamtwaraensis von diesen abgesondert; das Epitheton, chamtwaraensis, bezieht sich auf die Bezeichnung der Formation Chamtwara im Bereich der ‚Fundstelle 34‘ nahe der Ortschaft Koru. Holotypus ist ein weitgehend erhaltener, bezahnter Unterkiefer (Sammlungsnummer: KNM CA 380).
Zeitweise wurden einige Fossilienfunde auch als Micropithecus songhorensis ausgewiesen, 1988 wurde sie jedoch mit anderen Funden als Kalepithecus songhorensis zu Kalepithecus gestellt.

## Belege
1. ↑  John G. Fleagle und Elwyn L. Simons: Micropithecus clarki, a small ape from the Miocene of Uganda. In: American Journal of Physical Anthropology. Band 49, Nr. 4, 1978, S. 427–440, doi:10.1002/ajpa.1330490402.
2. ↑   Elwyn L. Simons: New Fossil Apes from Egypt and the Initial Differentiation of Hominoidea. In: Nature. Band 205, 1965, S. 135–139, doi:10.1038/205135a0.
3. ↑  Terry Harrison: A new species of Micropithecus from the middle Miocene of Kenia. In: Journal of Human Evolution. Band 18, Nr. 6, 1989, S. 537–557, doi:10.1016/0047-2484(89)90017-1.
4. ↑  Martin Pickford, Brigitte Senut et al.: Revision of the smaller-bodied anthropoids from Napak, early Miocene, Uganda: 2011–2020 collections. In: Münchner Geowissenschaftliche Abhandlungen. Band 51, 2021, S. 48–49, ISBN 978-3-89937-267-0. ISSN 0177-0950.
5. ↑  Terry Harrison: A Taxonomic Revision of the Small Catarrhine Primates from the Early Miocene of East Africa. In: Folia Primatologica. Band 50, Nr. 1–2, 1988, S. 59–108 [hier: S. 85], doi:10.1159/000156334.